# Saint-Jean-de-Verges
Saint-Jean-de-Verges – miejscowość i gmina we Francji, w regionie Oksytania, w departamencie Ariège.
Według danych na rok 2010 gminę zamieszkiwało 1185 osób, a gęstość zaludnienia wynosiła 93 osób/km².